# Begonia coptidifolia
Begonia coptidifolia là một loài thực vật có hoa trong họ Thu hải đường. Loài này được H.G.Ye, F.G.Wang, Y.S.Ye & C.I Peng mô tả khoa học đầu tiên năm 2004.